# HD 89828
HD 89828，又名BD-21 3045，SAO 178723、HR 4073，是一颗恒星，视星等为6.51，位于銀經263.18，銀緯28.54，其B1900.0坐标为赤經10h 16m 52.1s，赤緯-22° 28.54′ 29″。